# Mount Shennan
Mount Shennan är ett berg i Antarktis. Det ligger i Östantarktis. Australien gör anspråk på området. Toppen på Mount Shennan är 1 522 meter över havet.
Terrängen runt Mount Shennan är platt västerut, men österut är den kuperad. Trakten är obefolkad. Det finns inga samhällen i närheten.